# 海老澤衷
海老澤 衷（えびさわ ただし、1948年10月3日 - ）は、日本の歴史学者。専門は日本中世史（特に荘園史、東アジア水田開発史）。早稲田大学名誉教授。

## 来歴
1948年、東京都西多摩郡生まれ。1974年、早稲田大学第一文学部史学科日本史学専修卒業、1976年、早稲田大学大学院文学研究科修士課程修了、1976年同博士後期課程に進学。1980年、大分県教育庁歴史民俗資料館設立準備室研究員となり、翌年、大分県立宇佐風土記の丘歴史民俗資料館（現：大分県立歴史博物館）の研究員となる。1987年、早稲田大学文学部専任講師となり、1990年に同助教授、1995年同教授。2001年早稲田大学より博士（文学）の学位を取得。2019年、早稲田大学を定年退職。
門下生として、久保健一郎（早稲田大学文学学術院教授）、高木徳郎（早稲田大学教育・総合学術院教授）、清水克行（明治大学商学部教授）、黒田智（金沢大学教授）などがいる。

## 単著
- 『荘園公領制と中世村落』（校倉書房、2000年）
- 『景観に歴史を読む―史料編』（早稲田大学文学部、2005年）

## 編著
- 編著『よみがえる荘園 ―景観に刻まれた中世の記憶―』勉誠出版　2019年
- 近藤成一・甚野尚志と共編『朝河貫一と人文学の形成』吉川弘文館　2019年
- 編著『アジア遊学230 世界遺産バリの文化戦略 ―水稲文化と儀礼が作る地域社会―』勉誠出版　2019年
- 編著『中世荘園村落の環境歴史学 ―東大寺領美濃国大井荘の研究―』　吉川弘文館　2018年
- 近藤成一・甚野尚志と共編『朝河貫一と日欧中世史研究』　吉川弘文館　2017年
- 酒井紀美・清水克行と共編『アジア遊学178　中世の荘園空間と現代－備中国新見荘の水利・地名・たたら－』　勉誠出版　2014年
- 高橋敏子と共編『中世荘園の環境・構造と地域社会　備中国新見莊をひらく』　勉誠出版　2014年
- 服部英雄・飯沼賢司と共編『アジア遊学153　重要文化的景観への道－エコ・サイトミュージアム田染荘－』　勉誠出版　2012年
- 編著『講座　水稲文化研究Ⅴ　バリ島ゲルゲル王朝とスバック・グデ・スウェチャプラ』水稲文化研究所　2011年
- 編著『講座　水稲文化研究Ⅳ　バリ島研究の新たな展開』水稲文化研究所　2008年
- 編著『講座　水稲文化研究Ⅲ　ジャポニカの起源と伝播/伊予国弓削島荘の調査』水稲文化研究所　2007年
- 編著『講座　水稲文化研究Ⅱ　バリ島の水稲文化と儀礼－カランガスム県バサンアラス村を中心として－』水稲文化研究所　2006年
- 編著『講座　水稲文化研究Ⅰ　古代・中世仏教寺院の水田開発と水稲文化』 水稲文化研究所　2005年
- 柴辻俊六・本郷和人と共著『古文書演習 様式と解釈』続群書類従完成会、2003年